# Llac distròfic

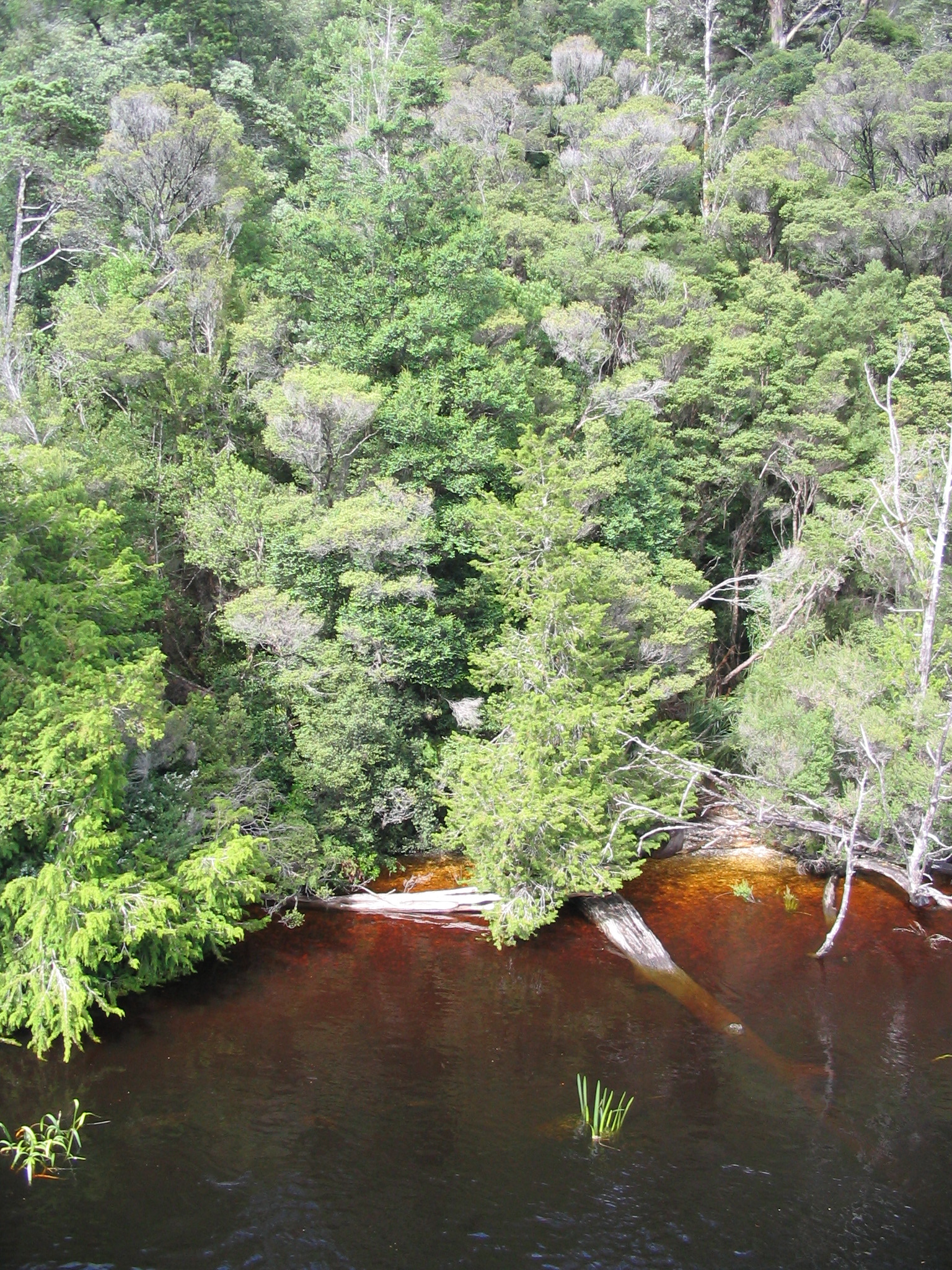
Les aigües àcides i oligotròfiques proporcionen àcids húmics de color del te (Bosc de Tasmània occidental)

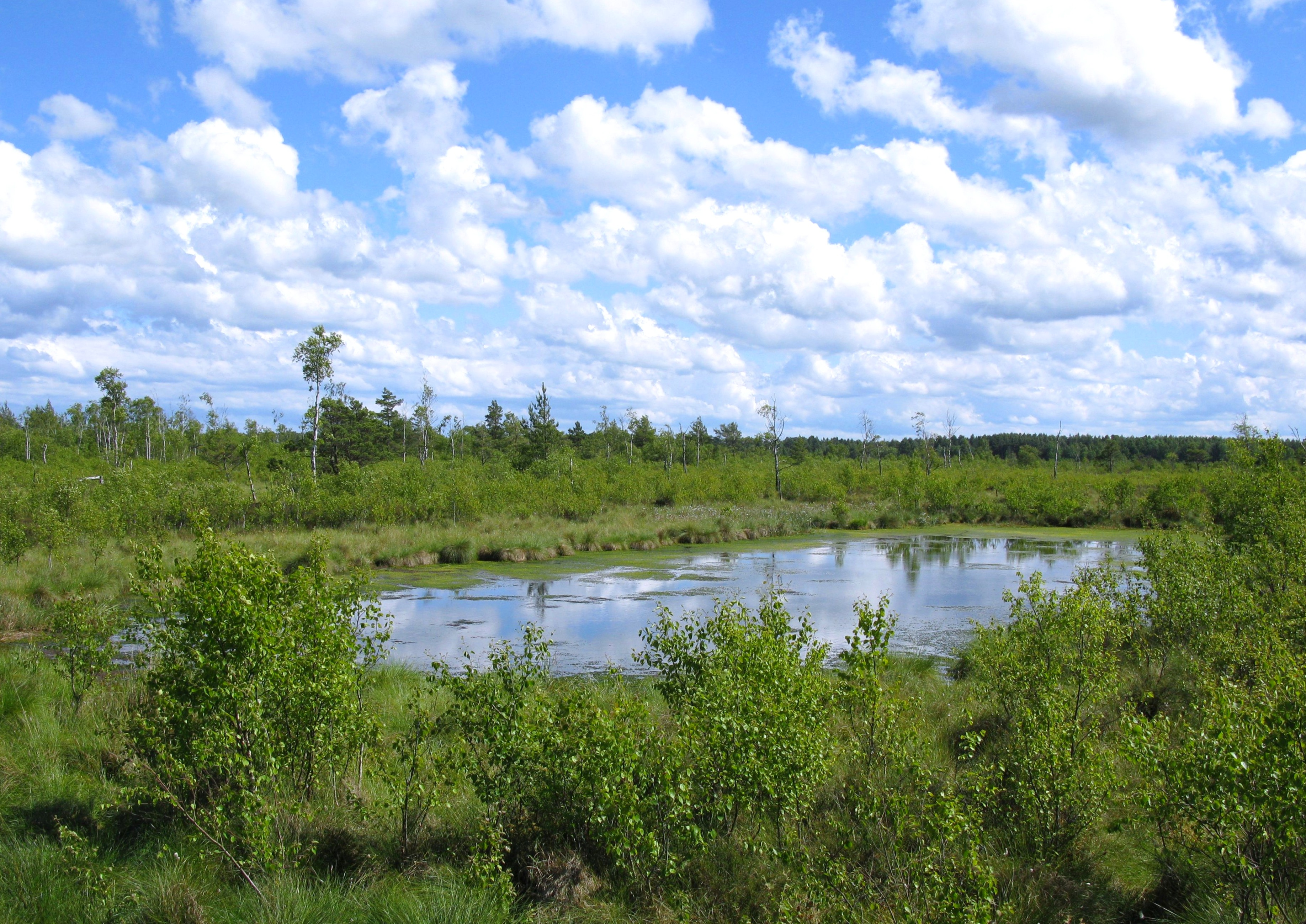
Llac distròfic a la reserva de Bielawa, Polònia

Un llac distròfic es refereix a llacs amb les aigües acolorides de color del te o marronoses. Distròfic deriva del grec i significa d'alimentació difícil. També reben el lloc de lacs húmics. El color de les aigües d'aquests llacs es deu a l'alta concentració de substàncies húmiques i àcids orgànics en suspensió en l'aigua. Malgrat que els llacs distròfics es consideren habitualment àcids i oligotròfics poden variar molt en termes de pH i productivitat. Són comuns en la taigà d'Euràsia i Amèrica del Nord.